# Lagunas de Nueva Caledonia
El arrecife de Nueva Caledonia se encuentra en Nueva Caledonia en el Pacífico Sur y es el segundo arrecife de coral en longitud del mundo, después de la Gran Barrera de Coral de Australia.
La barrera de Nueva Caledonia rodea Grand Terre, la isla más grande de Nueva Caledonia, así como la Ile des Pins y varias islas menores, alcanzando una longitud de 1500 km. El arrecife encierra una laguna de 24 000 km², que tiene una profundidad media de 25 metros. El arrecife queda a 30 kilómetros de la costa, pero se extiende casi 200 km hasta los arrecifes de Entrecasteaux en el noroeste. Esta extensión noroeste encierra las islas Belep y otros cayos arenosos. Varios pasajes naturales se abren al océano. El pasaje Boulari, que lleva a Noumea, la capital y puerto principal de Nueva Caledonia, está marcado por el faro Amédée.
El arrecife tiene una gran diversidad de especies con un alto nivel de endemismo. Por ejemplo, allí viven los dugongos (Dugong dugon), unos mamíferos marinos en peligro de extinción, y es un importante lugar de nidificación para la tortuga verde (Chelonia mydas). Alberga en total unas 11 000 especies animales y 419 especies de coral.
La mayor parte de los arrecifes se cree generalmente que están en buen estado. Algunos de los arrecifes orientales han sido dañados por emisiones de la minería de níquel en Grand Terre. La sedimentación de la minería, agricultura y pastoreo ha afectado a los relieves cerca de las desembocaduras de los ríos, que ha sido empeorado por la destrucción de bosques de mangle colorado, que ayudan a retener el sedimento. Algunos arrecifes han sido enterrados bajo varios metros de cieno. 
En las lagunas de Nueva Caledonia hay muchas especies acuáticas que van desde el plancton a grandes peces o incluso tiburones.
En enero de 2002, el gobierno francés propuso incluir los arrecifes de Nueva Caledonia como un lugar Patrimonio de la Humanidad en la Unesco. Finalmente, el 7 de julio de 2008, la barrera de coral y su laguna circundante fueron inscritas en la Lista del Patrimonio Mundial de la UNESCO por su extraordinaria belleza, su geografía única como arrecife que rodea completamente Grande Terre y su excepcional diversidad marina (en particular su diversidad coralina), bajo el nombre de Las lagunas de Nueva Caledonia: diversidad de arrecifes y ecosistemas asociados.